# Katzow

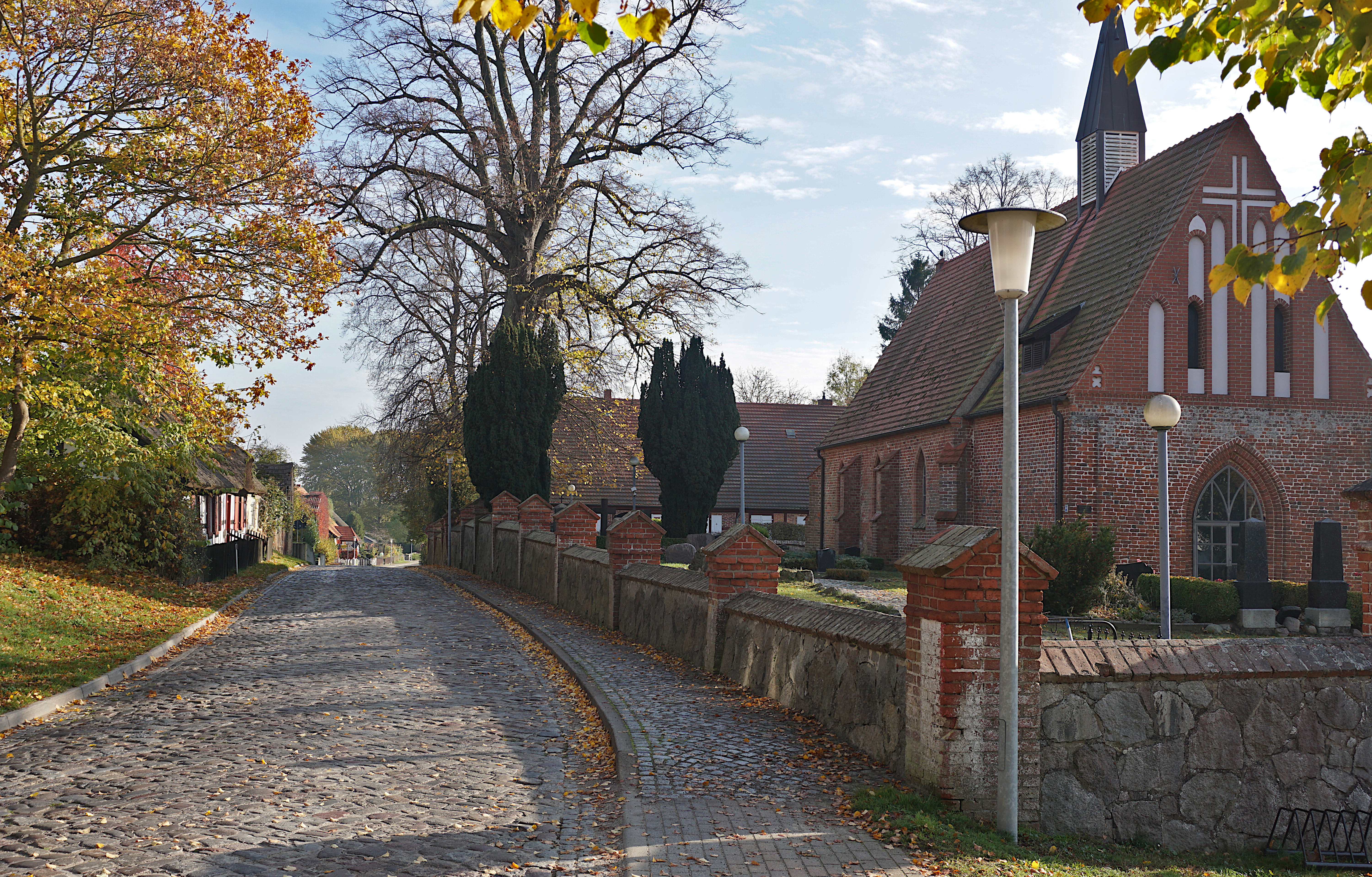
Straßenpartie in Katzow

Katzow ist eine Gemeinde im Landkreis Vorpommern-Greifswald. Die Gemeinde wird vom Amt Lubmin mit Sitz im Seebad Lubmin verwaltet.

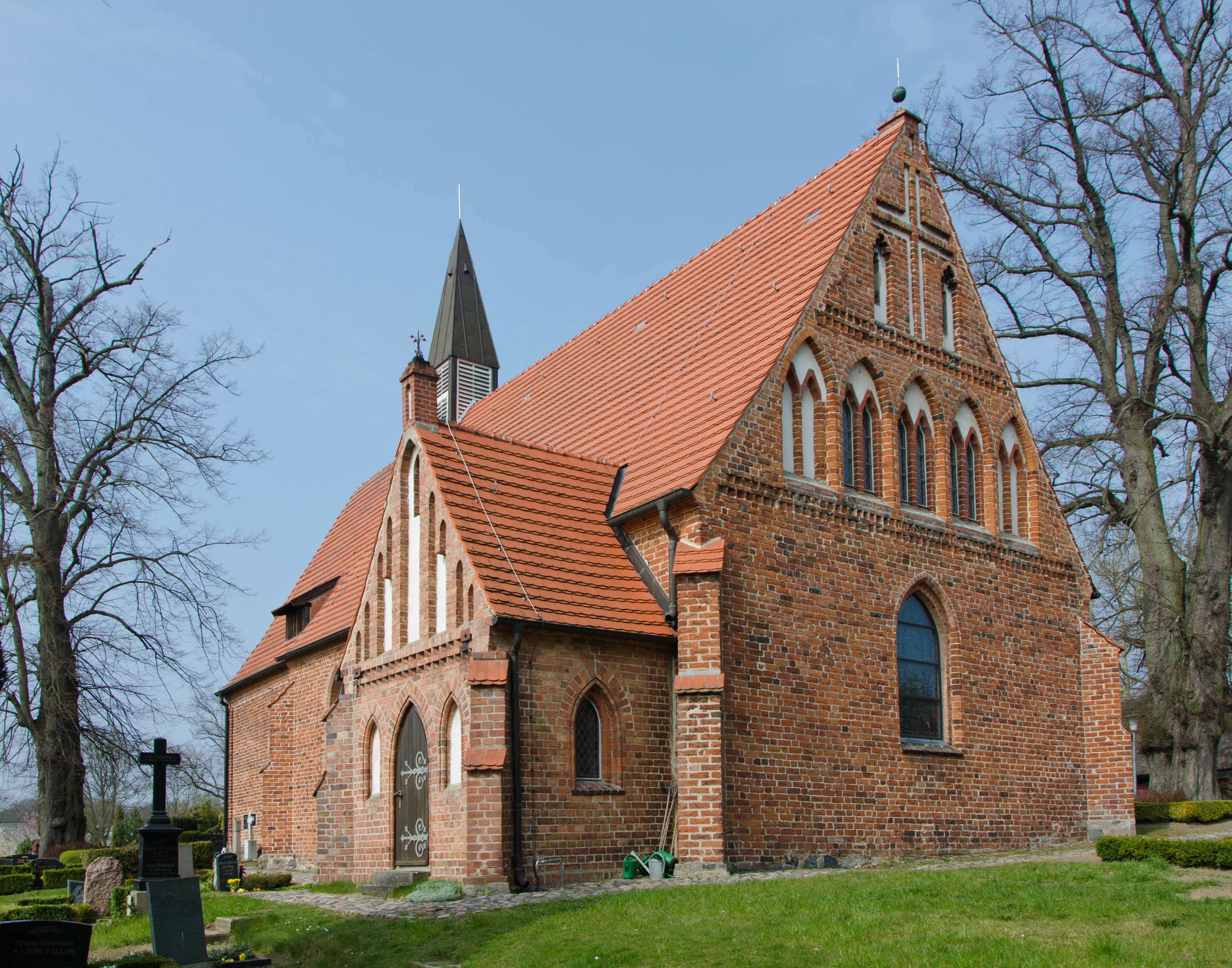
Kirche St. Johannis zu Katzow

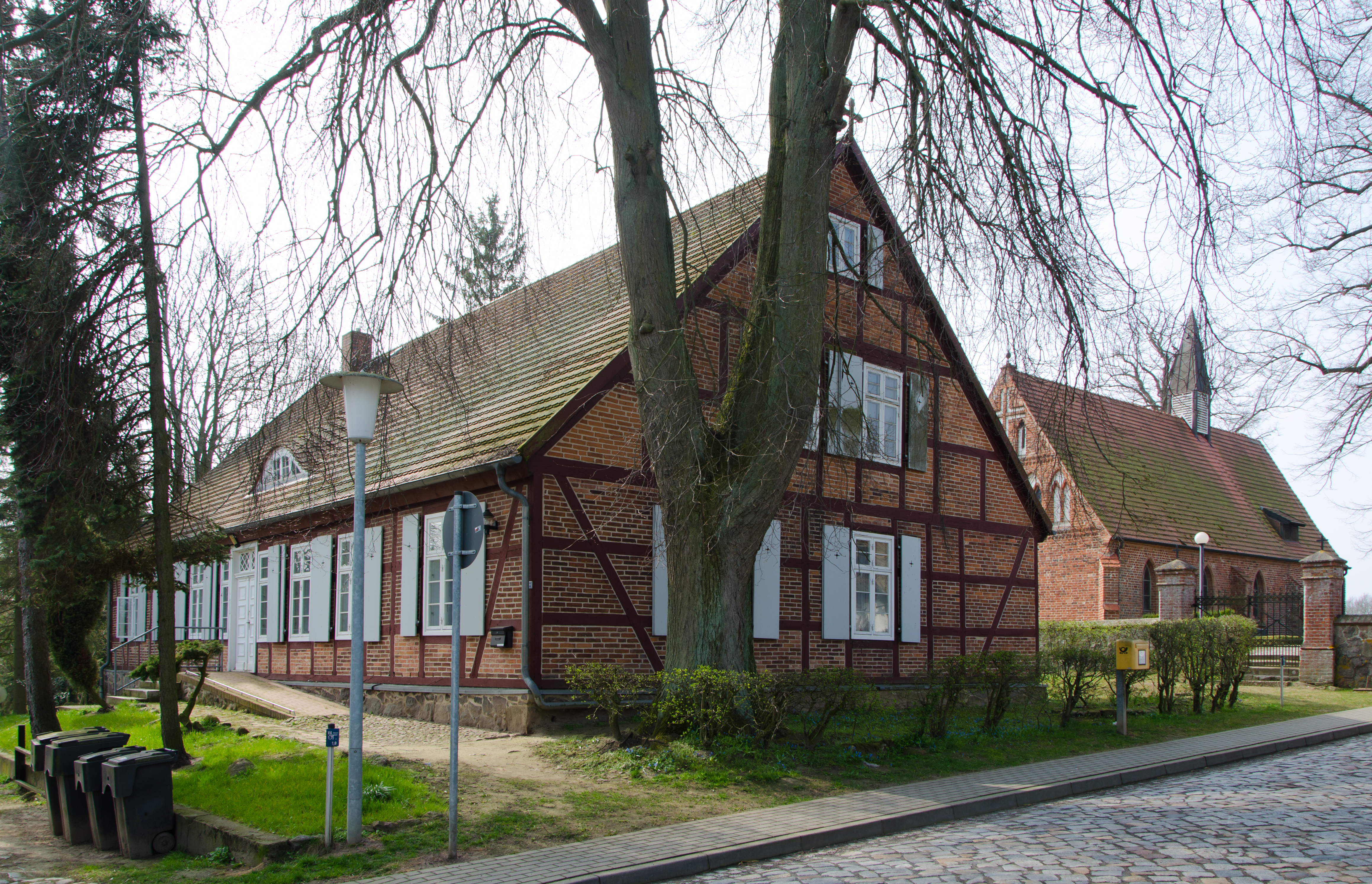
Pfarrhaus von Katzow

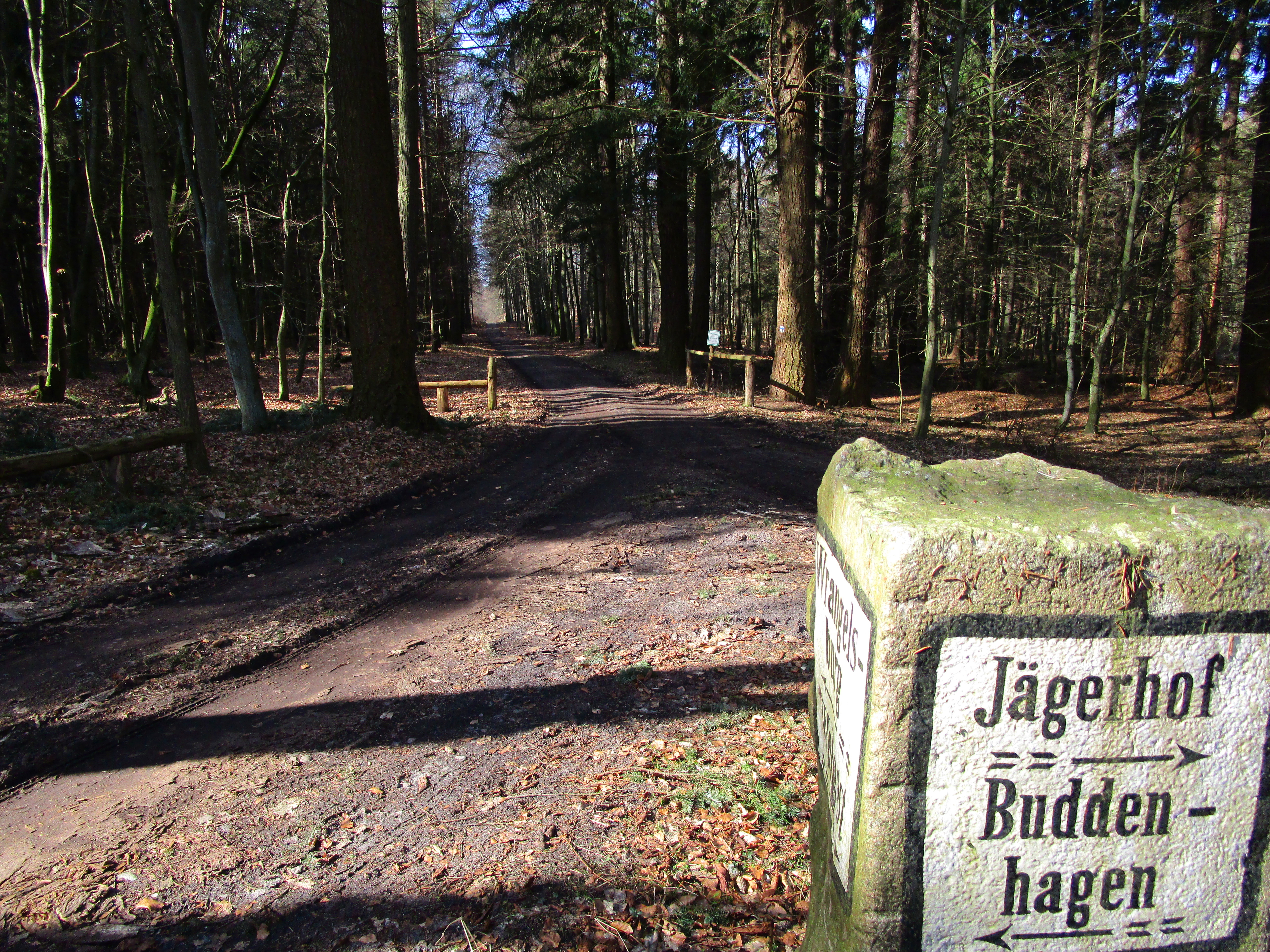
Waldgebiet Jägerhof – Vordergrund alte Wegweisersteine

## Geografie und Verkehr
Katzow liegt zwischen Greifswald und Wolgast nördlich der Bundesstraße 109. Zirka sechs Kilometer östlich der Gemeinde liegt die Stadt Wolgast und neun Kilometer nördlich liegt der Amtssitz Lubmin. Bei Jägerhof verläuft die Bundesstraße 111. Der Süden des Gemeindegebietes ist bewaldet (Ortsteil Jägerhof), während im Norden die Landwirtschaft dominiert.
Das Gemeindegebiet ist durch Landes- und Kreisstraßen erschlossen. Der nächste Autobahnanschluss der A 20 ist bei der Anschlussstelle Gützkow zu erreichen.
Bis 1945 hatte der Ortsteil Kühlenhagen seit 1897 einen Bahnanschluss der KGW, der aber im Ort endete.

## Ortsteile
| - Katzow - Kühlenhagen - Jägerhof - Netzeband | Wüstungen und Wohnplätze im Gemeindebereich - Krittowerhoff (Wüstung) - Mariendorf (Wüstung) - Schwarzer Peter (Wohnplatz) |

## Geschichte

### Katzow

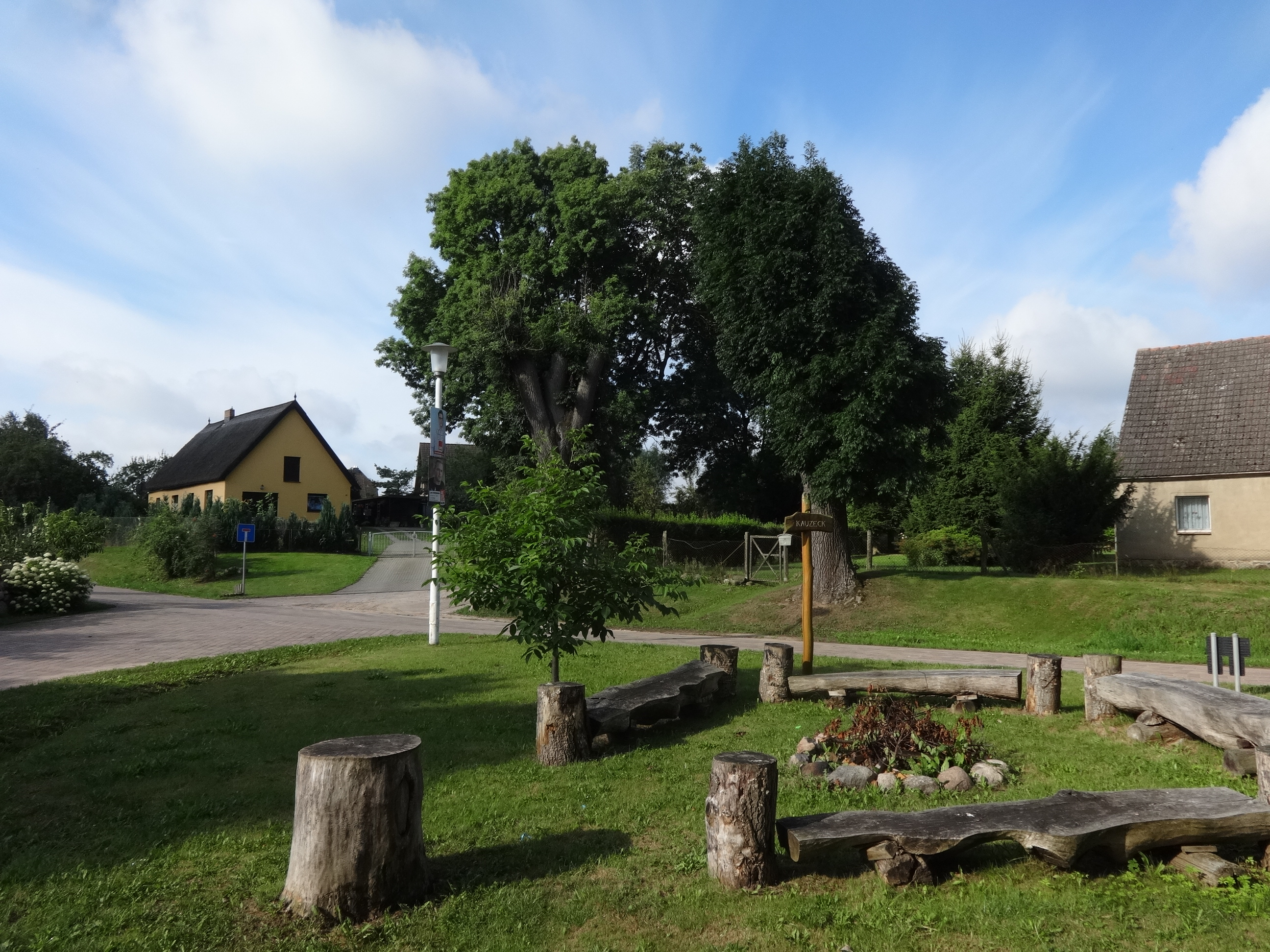
Kühlenhagen

Katzow ist eine slawische Gründung, es bestehen aber keine urkundlichen Nachrichten aus älterer Zeit. Lediglich ein Bodendenkmal aus spätslawischer Zeit im Ortsbereich weist auf diese alte Besiedlung hin.
Katzow wurde erstmals als Catzow 1439 urkundlich genannt. Der Name wird als Personenname „Ort des Kac“ gedeutet. Es ist zu vermuten, dass er mit dem slawischen Wort für roden (kácet) in Zusammenhang steht.
Die Dorfform ist schlecht zu deuten, sie tendiert eher zu einem Straßendorf, wobei eine Ringstraße im Dorfzentrum eher zu einem Angerdorf gehört.
Katzow war seit jeher ein Bauern- und Büdnerdorf. Das Dorf bestand aus sechs Höfen, von denen vier freie Bauernstellen und zwei ehemalige dominale Erbpachten waren. Die Struktur dieser Wirtschaften als Vierseithöfe sind in den Messtischblättern von 1880 und 1920 erkennbar. Darüber hinaus bestanden 32 Büdneranwesen, die sich 260 Morgen teilten, darunter ein Mühlengrundstück. Diese sind in den Messtischblättern südlich des Ortskernes in Richtung des heutigen Schalenseer Weges erkennbar.
Nach dem Dreißigjährigen Krieg bekam der schwedische General Conrad Mardefelt das Gut Pritzier mit Katzow als Dank und Entschädigung. Er verkaufte den Grundbesitz im Jahr 1653 an den Generalgouverneur Carl Gustav Wrangel. Von 1648 bis 1854 blieb Katzow Teil des Gutes Pritzier. Als Ergebnis der Napoleonischen Kriege kam Katzow, wie ganz Schwedisch-Pommern zu Preußen.
Katzow hatte 1865 490 Einwohner in 108 Familien. Es gab eine Kirche, eine Schule, 53 Wohn- und 79 Wirtschaftsgebäude, sowie vier Fabriken. Diese Fabriken sind vier Windmühlen, von denen eine am Ort in der südlichen Büdnerzeile und drei weitere in Richtung Pritzier noch bis nach 1920 standen.

### Kühlenhagen
Kühlenhagen wurde als Kuenhaghen 1403 und später als Kulenhagen oder Keulenhagen urkundlich erwähnt. Dem Namen nach war es eine frühdeutsche Gründung – ein Hagendorf, also eine Siedlung im Rodungsgebiet.
Später war es ein Bauerndorf, das aus vier Höfen bestand. 1865 hießen die Besitzer Pomin, Thurow, Beüg und Holz. Die Höfe hatten eine Fläche von etwa 250 Morgen.
1865 hatte Kühlenhagen 102 Einwohner in 21 Familien. An Bauten waren vorhanden: 1 Schule, 12 Wohn- und 24 Wirtschaftsgebäude.
1897 erhielt Kühlenhagen einen Bahnanschluss der KGW. Die Strecke verlief ab Kemnitz als Stichbahn über Lodmannshagen bis Kühlenhagen, wo sie endete. 1945 wurde die Strecke, wie fast alle in Vorpommern demontiert und ging als Reparation in die Sowjetunion.
Kühlenhagen wurde am 1. Juli 1950 eingemeindet.

### Jägerhof

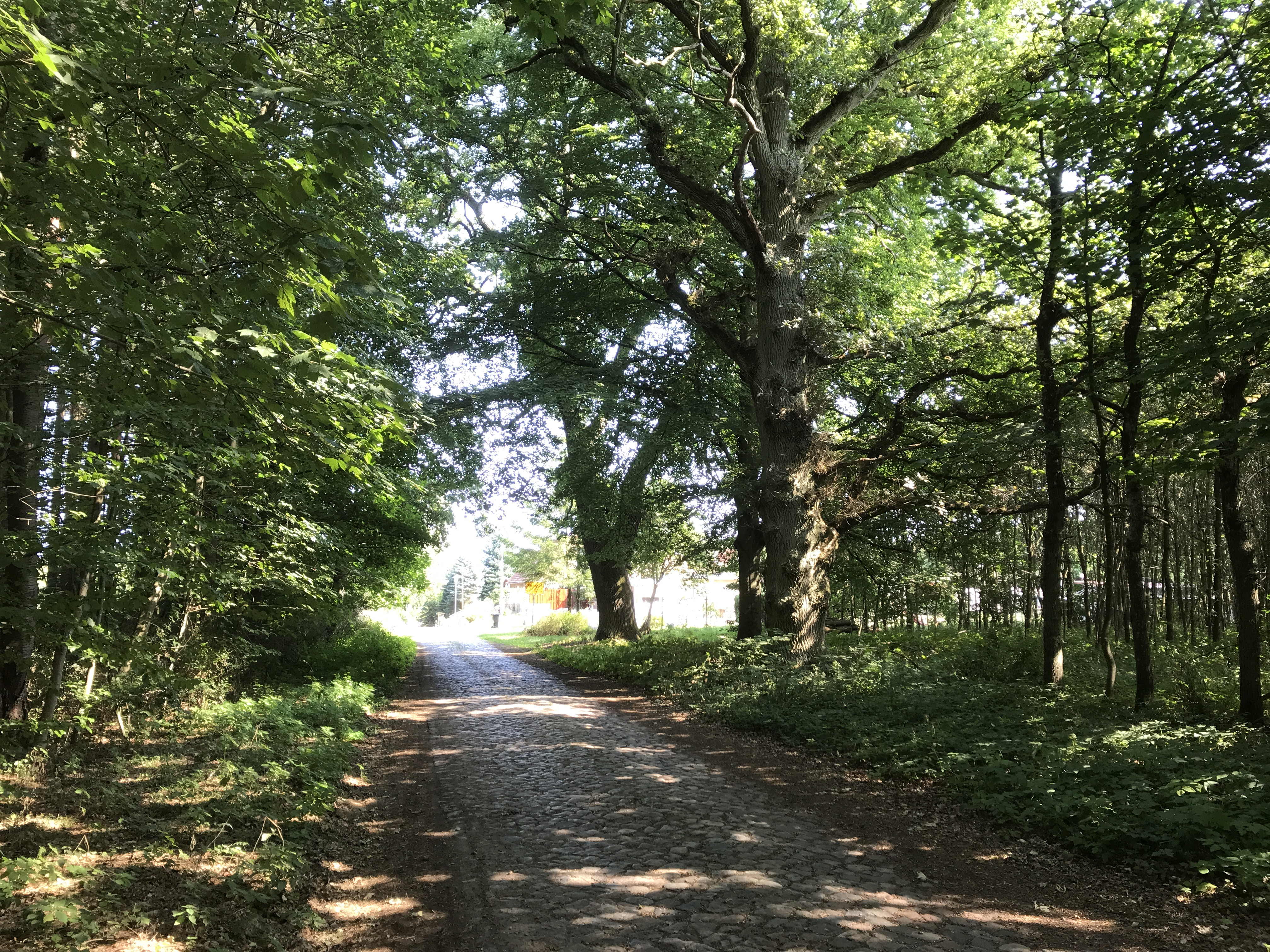
Südlicher Ortseingang von Jägerhof

Im Waldgebiet Jägerhof befindet sich eine große zweiteilige Niederungsburg. Dieser Burgwall trägt auch den Flurnamen „Wrangelsburg“. Die Länge beträgt 311 Meter und die Breite 232 Meter. 1877 und 1878, sowie 1968 und 1971 fanden archäologische Untersuchungen statt.
Funde vereinzelter Menkendorfer Keramikscherben weisen auf eine mittelwendische Gründung hin, also ca. 800–1000. Überwiegend waren die Funde aber aus der spätwendischen Zeit 1000–1200 mit Vipperower und Teterower Keramik.
Die Waldwege im Bereich des Jägerhofer Forstes sind gekennzeichnet von restaurierten Wegweisersteinen.
Jägerhof als solches war aber ein Staatsforstrevier mit einem dortigen Forstgehöft. 1637 wurde bei der heutigen Revierförsterei ein fürstliches Jagdhaus erwähnt, das später dem Ort seinen Namen gab.
Da die Forsten in Folge des Dreißigjährigen Krieges total verwüstet waren, wurden sie um 1697 als Dotation von der schwedischen Regierung an den schwedischen Reichsfeldherren Carl Gustav Wrangel auf Wrangelsburg gegeben. 1697 wurde auch der Heidereüter (Oberförster) Nielsen wohnhaft im Jägerhof genannt. Nach seinem Bericht waren im Forst vor allen Dingen Föhren (Kiefern), Ellern (Erlen) und Birken vorhanden, 1569 waren es nach einem Bericht an den Herzog überwiegend Laubbäume.
Dem Oberförster in Jägerhof waren als Revierförster (auch Waldwärter genannt) unterstellt: Forstbezirke Buddenhagen, Hohenfelde, Jägerhof, Gladrow, Groß-Ernsthof und Warsin (zwischen Spandowerhagen und Lubmin). Jägerhof bestand aus den Häusern des Oberförsters, des Försters und eines Katens mit vier Holzschlägerfamilien, jeweils mit Ländereien für den Eigenbedarf (Gärten, Wiesen, Acker usw.).
Erst 1782 wurde die Ansiedlung offiziell als Gemeinde bezeichnet und mit Jaegerhof benannt.
1865 hatte Jägerhof 32 Einwohner in 7 Familien. An Bauten waren vorhanden: 3 Wohn- und 5 Wirtschaftsgebäude.
Jägerhof ist auch im 21. Jahrhundert der Sitz des Oberförsters der entsprechenden Waldgebiete, dieser wurde aber aus dem Kerndorf zum Wohnplatz „Schwarzer Peter“ verlegt. Die Waldgebiete werden intensiv forstwirtschaftlich genutzt, aber es gibt auch Gebiete, die nicht genutzt werden und sich selbst überlassen bleiben (Urwald mit Wildwuchs und sterbenden Bäumen), das sind z. B. die Buchenbestände am Burgwall und die Weichholzbestände am großen und kleinen „Schwarzen See“. Diese haben die dunkle (schwarze) Färbung von den Torfmooren.
Mariendorf (Wüstung)
Mariendorf erscheint erst in der Kreiskarte Greifswald von 1900, war aber im Messtischblatt 1880 nicht verzeichnet und verschwindet bereits 1920 im MTB. Es lag ca. 500 Meter entfernt südwestlich neben der Siedlung Jägerhof.
Schwarzer Peter (Wohnplatz)
Dieser Wohnplatz ist erstmals im MTB (Messtischblatt) von 1880 verzeichnet. Er lag südöstlich nahe der Siedlung Jägerhof, es könnte der 1865 genannte Katen mit vier Holzschlägerfamilien (Waldarbeiter) gewesen sein.
Offiziell wurde der Wohnplatz 1932 in das Gemeindeverzeichnis aufgenommen. Der Besitzer soll zu der Zeit ein Peter Schwarz aus Hanshagen gewesen sein, der der Örtlichkeit seinen umgedrehten Namen (Nachname-Vorname) gab.
An diesem Platz wurde in neuer Zeit das Forstamt aus dem Ort Jägerhof verlegt. Die dortigen Forstamtsgebäude wurden als normale Wohngebäude umgebaut.

### Netzeband

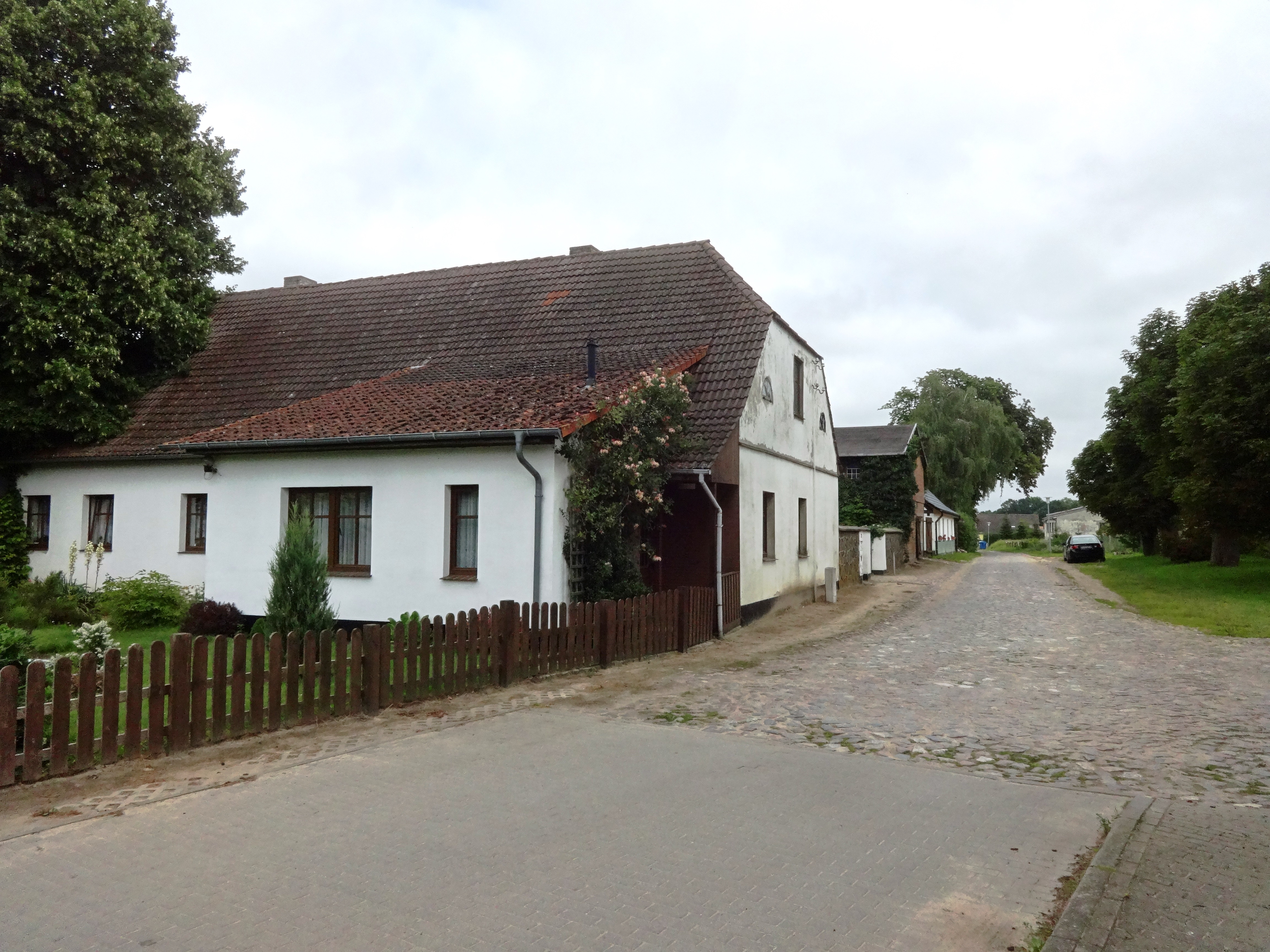
Dorfstraße in Netzeband

Bereits zu vorgeschichtlicher Zeit war die Gegend von Netzeband besiedelt, das belegen die archäologischen Funde am „Töpferberg“ aus der vorrömischen Eisenzeit (600 vdZ bis 0) und aus der gleichen Zeit bis in die römische Kaiserzeit (0 bis 400) die annähernd 200 geborgenen Urnen mit Beigaben im Steintanz von Netzeband.
Netzeband wurde 1344 als „Neczebant“ und 1581 als „Niezeband“ urkundlich genannt. Der Name kommt im Slawischen von tragen.
Ursprünglich war es ein Bauern- und Kossatendorf und hatte 5 Höfe von ersteren und 6 von letzteren. Diese Höfe gehörten aber besitzlich den Familien Molteke (Moltke) – 1423 genannt und Steding – 1437 genannt. Beide wohnten in Netzeband. Beide Familien sind dort aber um 1488 ausgestorben und verkauften vorher an Herzog Bogislaw X. Somit wurden die Höfe Dominalbesitz. In der Schwedenzeit wurde Netzeband den Wrangelschen Gütern zugewiesen. Dann wurde es aber wieder dem Domanium zugeordnet und verpachtet, wobei die 6 Kossatenhöfe durch den Dreißigjährigen Krieg wüst lagen. In der Folge war es oft seitens des Staates verpfändet. Die verbliebenen Bauernhöfe wurden aufgehoben und Netzeband wurde Vorwerk. Besitzer waren 1822 – Kriebel, 1857 – Hilgendorf, 1860 – Schröder und 1865 Peters.
1865 hatte Netzeband 148 Einwohner in 28 Familien. An Bauten waren vorhanden: 11 Wohn- und 16 Wirtschaftsgebäude, sowie 1 Fabrik (Wassermühle).
Netzeband war ein typisches Gutsdorf mit dem zentralen Gut und den aufgereihten Landarbeiterkaten.
Der Gutshof ist noch teilweise, die Wassermühle nicht mehr erhalten.
Netzeband wurde am 1. Juli 1950 eingemeindet.
Krittowerhoff (Wüstung)
Der Ort wurde bereits 1485 als Krittow und Krüttow genannt. Der Name wird als slawisch mit der Bedeutung als bedecken oder verbergen genannt. Auch viele weitere verschiedene Namen werden bis 1806 genannt. 1682 hatte den Hof die Witwe des Obristlieutenants Manteüffel und 1697 noch deren Erben in Besitz, sie hatten ihn als Pachthof vergeben. 1782 wurde der Ort als in Netzeband aufgegangene Wüstung verzeichnet. Er ist auf alten Karten nicht mehr zu orten, soll aber laut Berghaus im Dreieck Netzeband, Katzow und Schalense gelegen haben, aber näher zu letzterem.

## Politik

### Wappen, Flagge, Dienstsiegel
Die Gemeinde verfügt über kein amtlich genehmigtes Hoheitszeichen, weder Wappen noch Flagge. Als Dienstsiegel wird das kleine Landessiegel mit dem Wappenbild des Landesteils Vorpommern geführt. Es zeigt einen aufgerichteten Greifen mit aufgeworfenem Schweif und der Umschrift „GEMEINDE KATZOW“.

## Persönlichkeiten
- Gottlob Siegmund von Brasch (* 14. Januar 1752 in Netzeband; † 31. Mai 1803 bei Libau, Lettland), Jurist, Notar, Ratsherr in Dorpat und Hofrat in Livland

## Sehenswürdigkeiten

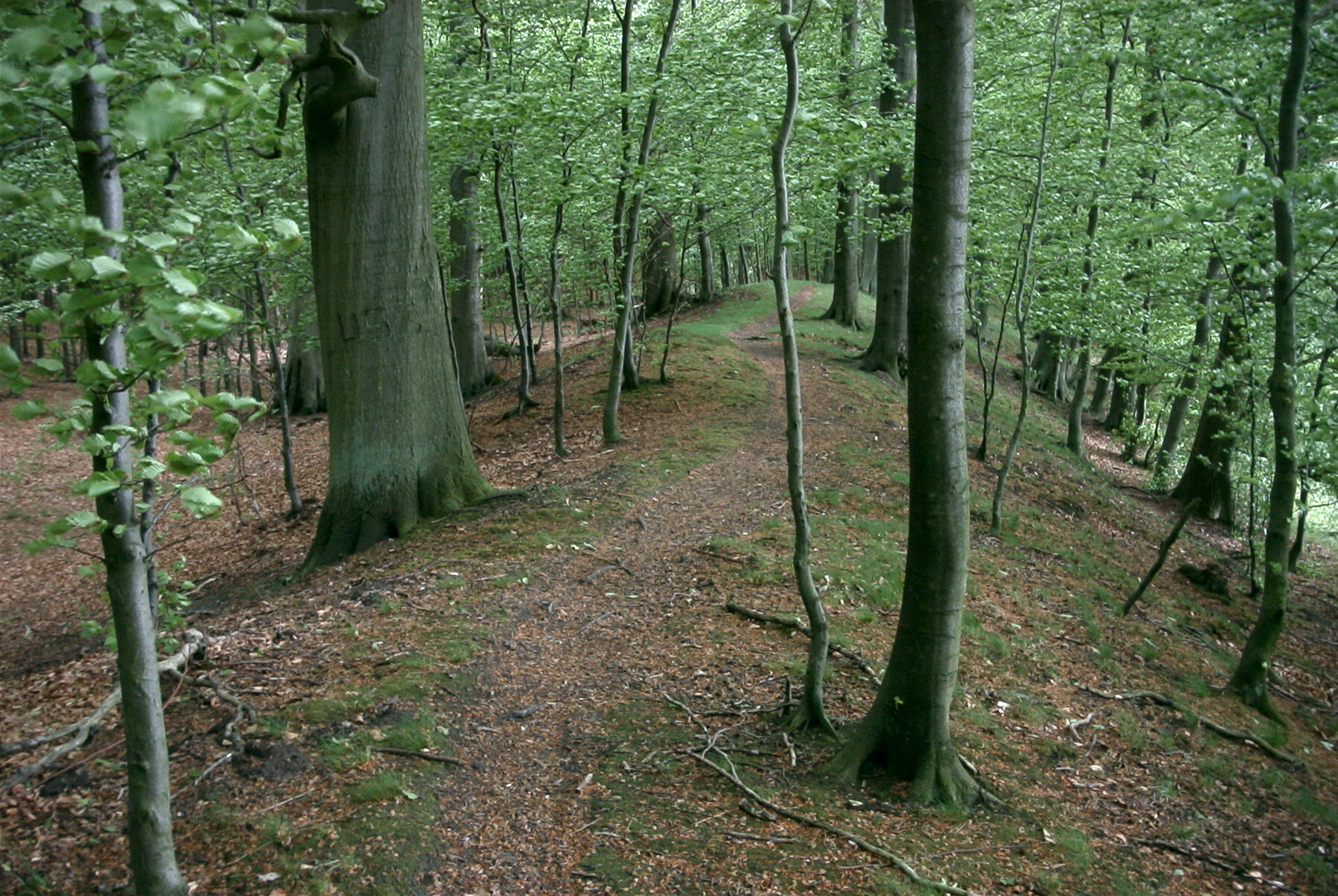
Zweiteiliger mittel- bis spätwendischer Burgwall Jägerhof mit dem Flurnamen „Wrangelsburg“

- Kirche St. Johannis, erbaut um 1300
- Pfarrhaus Katzow mit Satteldach aus dem 19. Jahrhundert
- Urnengräberfeld „Töpferberg“ Katzow
- Skulpturenpark Katzow: Der Skulpturenpark Katzow ist mit über 100 Skulpturen auf einer Fläche von 20 ha einer der größten in Europa.
- Steintanz von Netzeband: Der Steintanz wurde erstmals 1826 erwähnt. Es wurden mehrmals archäologische Grabungen mit herausragenden Ergebnissen durchgeführt.
- Turmhügel Netzeband
- Zweiteiliger mittel- bis spätwendischer Burgwall Jägerhof mit dem Flurnamen „Wrangelsburg“
- Niedermoorgebiete großer und kleiner „Schwarzer See“